# Dragonard
Dragonard é um filme estado-unidense/sul-africano de 1987, dirigido por Gérard Kikoïne e com a participação de Oliver Reed, Eartha Kitt e Annabel Schofield, e passado nas "Índias Ocidentais" britânicas no tempo da escravatura. No filme, dragonard é o nome dado a um chicote usado para castigar os escravos.

## Enredo
O herói do filme é o escocês Richard Abdee, que, por traição contra a coroa britânica é condenado à servidão para o resto da vida numa ilha das Caraíbas, em 1747; lá, envolve-se com Honoré, a irmã do seu patrão Pierre Juno, sendo brutalmente chicoteado (com o chicote chamado de dragonard) em público por isso; sendo dado como morto, é secretamente levado para um bordel local, e acaba por se juntar aos escravos negros da ilha contra os donos das plantações.

## Elenco[1]
- Oliver Reed - capitão Geoffrey Shanks
- Eartha Kitt - Naomi
- Annabel Schofield - Honoré
- Claudia Udy - Arabella
- Patrick Warburton - Richard Abdee
- Drummond Marais - Pierre Juno[2]

## Sequela
O filme teve uma sequela, também filmada em 1987, Master of Dragonard Hill.